# 论岘站
論峴站（：／ Nonhyeon yeok */?）是韓國首爾地鐵7號線與新盆唐線沿線交會的一座轉乘車站，位於首爾特別市江南區論峴洞與瑞草區盤浦洞的邊界。

## 車站結構
本站有出口共8處。

### 7號線月台
站體為2面2線側式月台的地下車站，候車月台設有月台幕門。

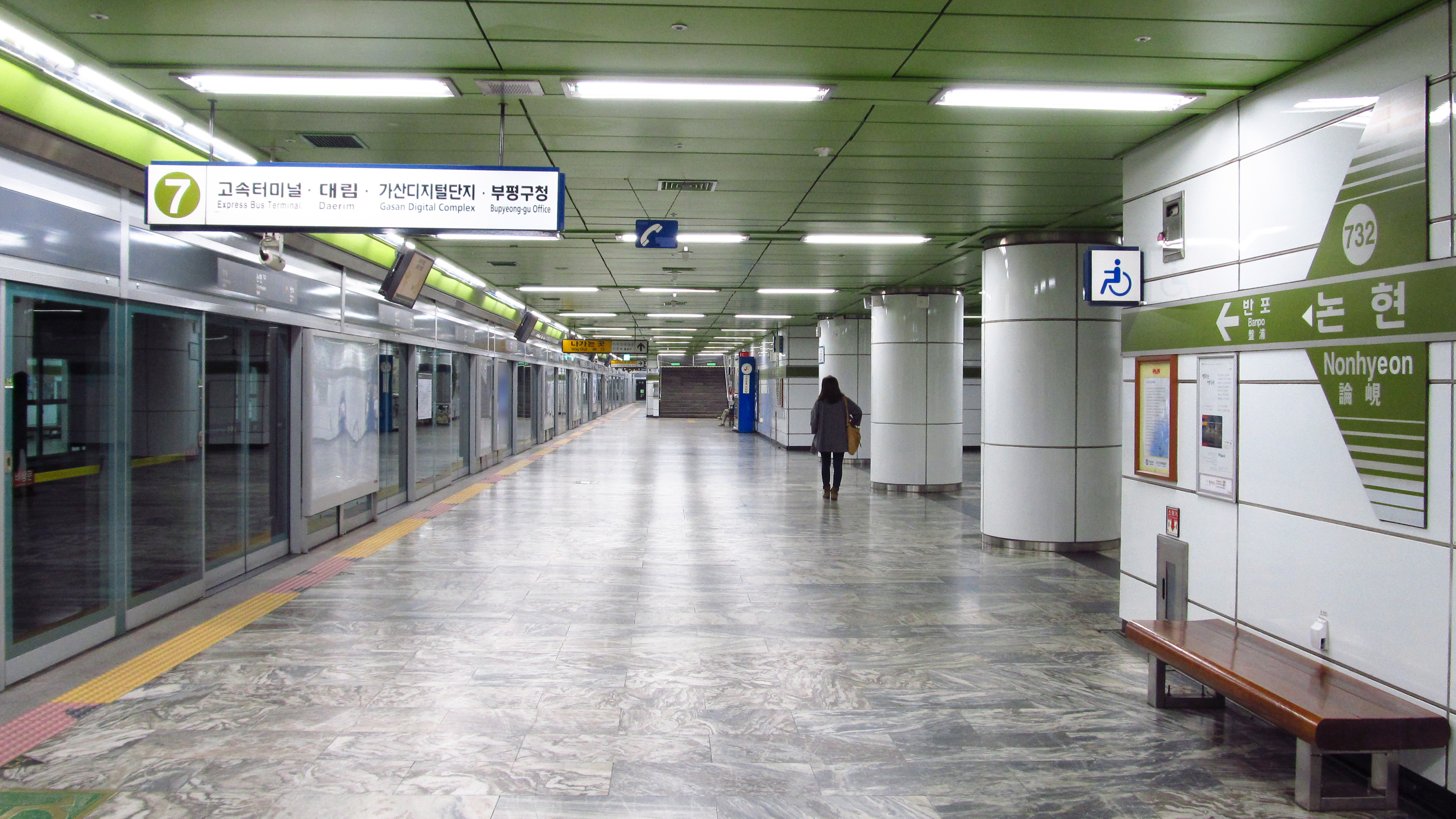
7號線候車月台

| 鶴洞 ↑ |
| \| 上  |
| ↓ 盤浦 |

| 月台 | 路線           | 目的地                                         |
| ---- | -------------- | ---------------------------------------------- |
| 上行 | ●首爾地鐵7號線 | 君子、面牧、道峰山、長岩方向                   |
| 下行 | ●首爾地鐵7號線 | 高速巴士客運站、南城、大林、富平區廳、石南方向 |

### 新盆唐線月台
站體為1面2線島式月台的地下車站，候車月台設有月台幕門。

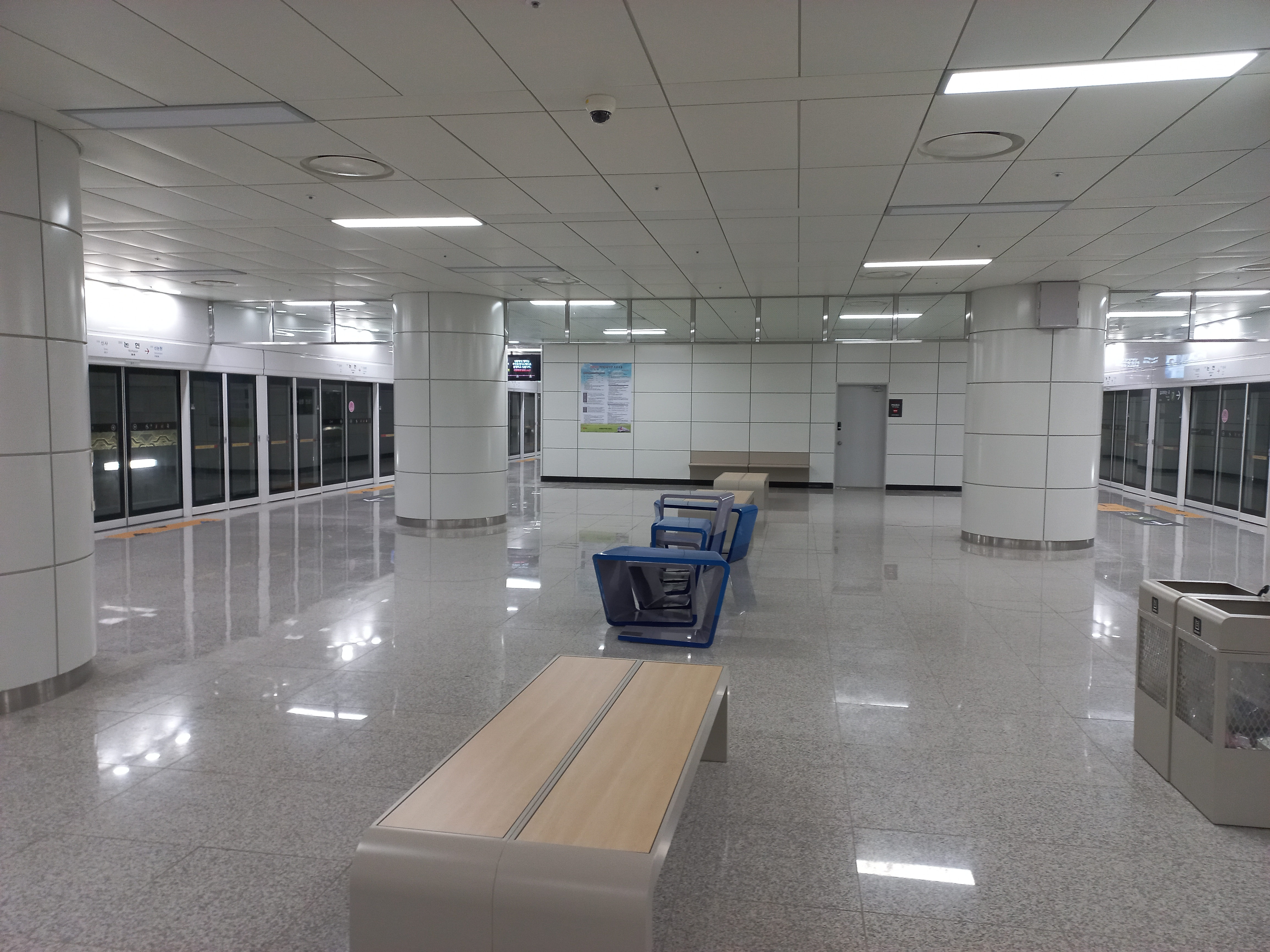
新盆唐線候車月台

| ↑ 新沙      |
| \| 上 下 \| |
| 新論峴 ↓    |

| 月台 | 路線      | 目的地                         |
| ---- | --------- | ------------------------------ |
| 上行 | ●新盆唐線 | 新沙方向                       |
| 下行 | ●新盆唐線 | 板橋、亭子、水枝區廳、光教方向 |

## 歷史
- 2000年8月1日：落成啟用。
- 2022年5月28日：新盆唐線站體開通。

## 車站周邊
- 江南區資源回收中心
- 論峴洞家具街
- 首爾論峴初等學校
- 盤浦派出所
- 永東市場
- 鶴洞公園
- 韓國電氣工事協會（朝鲜语：전기공사공제조합）
- 韓國報勳福祉醫療公團（朝鲜语：한국보훈복지의료공단）
- 麒麟醫院
- 延世SK醫院
- 韓國八道PALDOㆍ韓國養樂多（朝鲜语：Hy (기업)）總公司
- 中小企業銀行論峴站分行

## 圖片

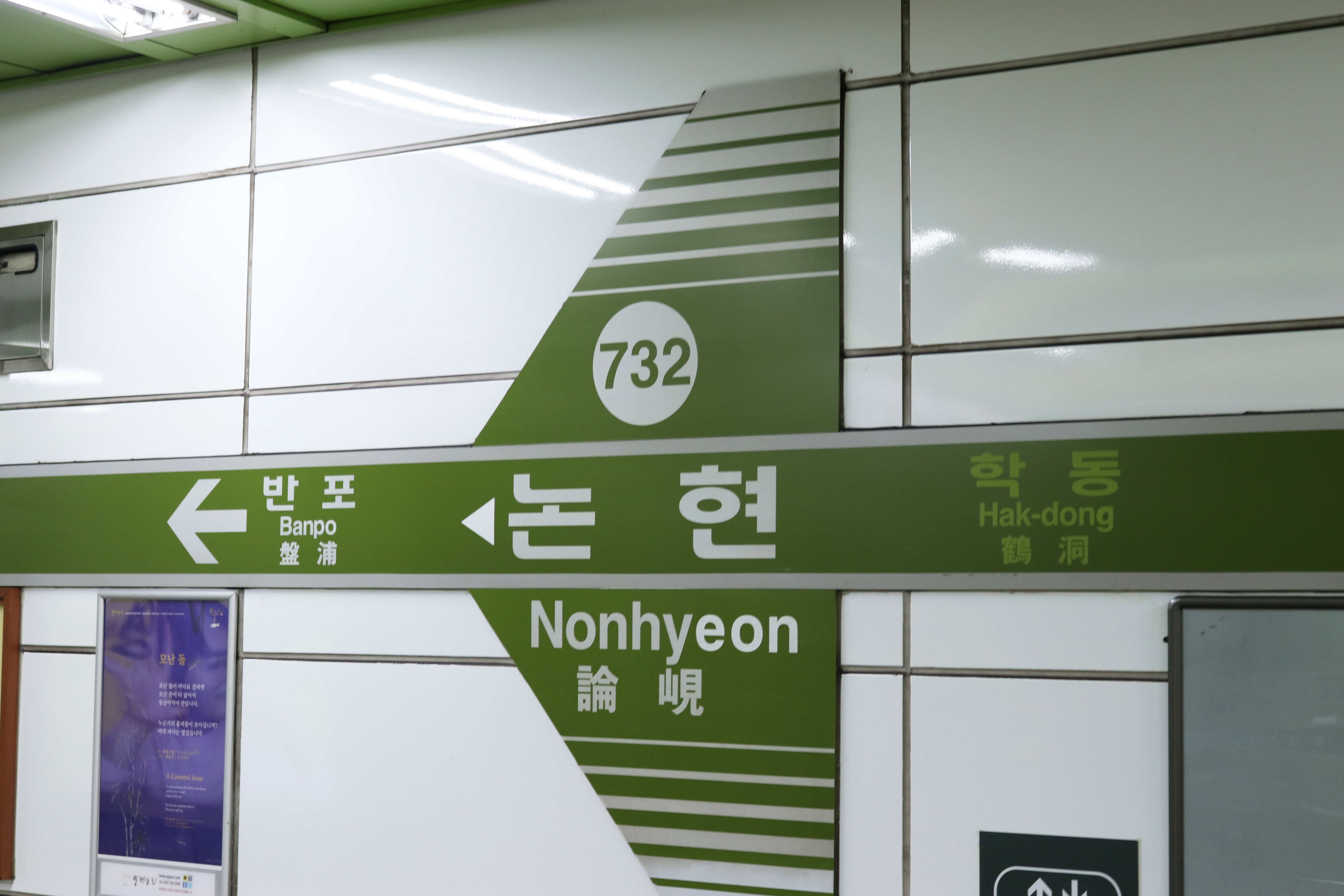
7號線站名牌
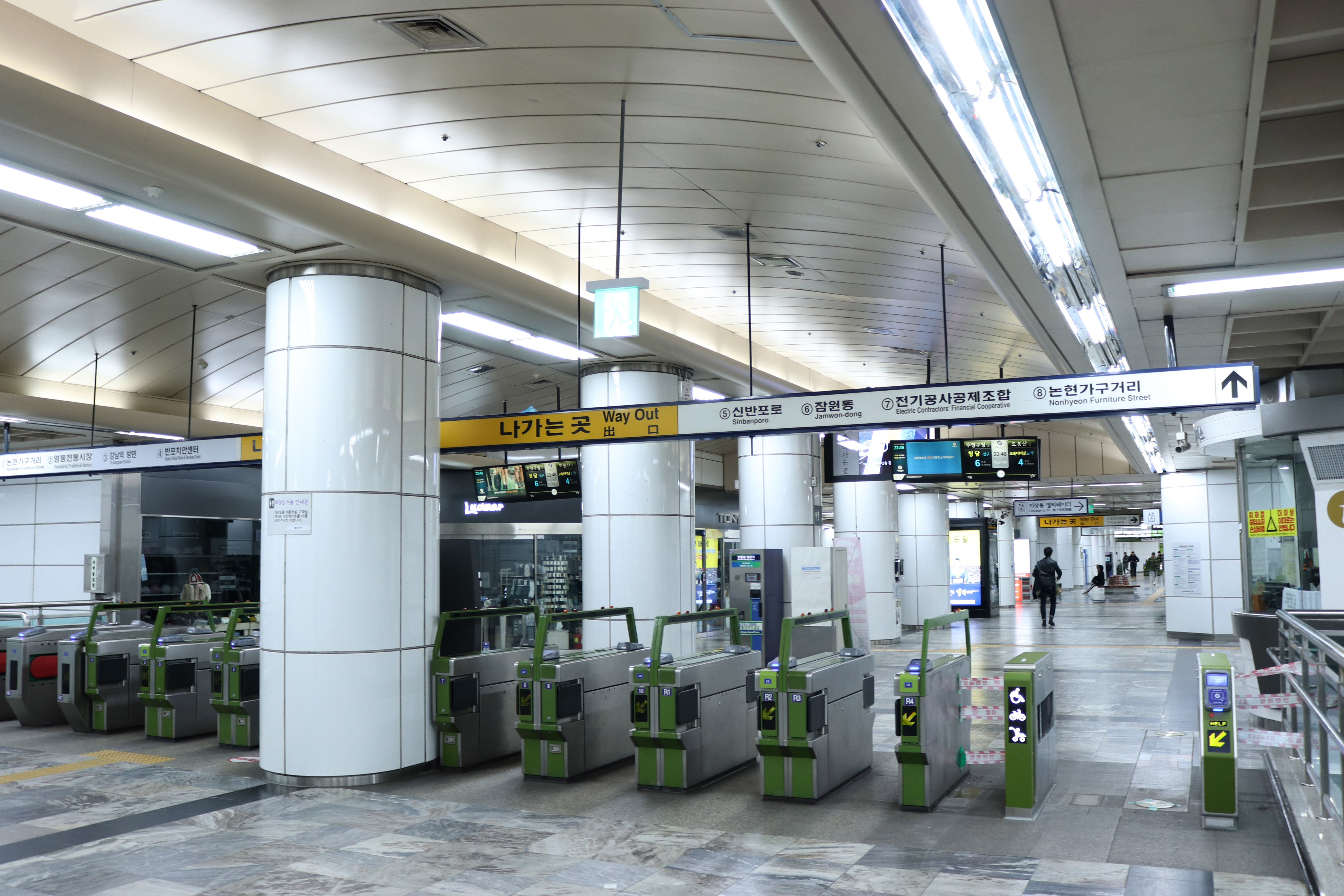
剪票閘口
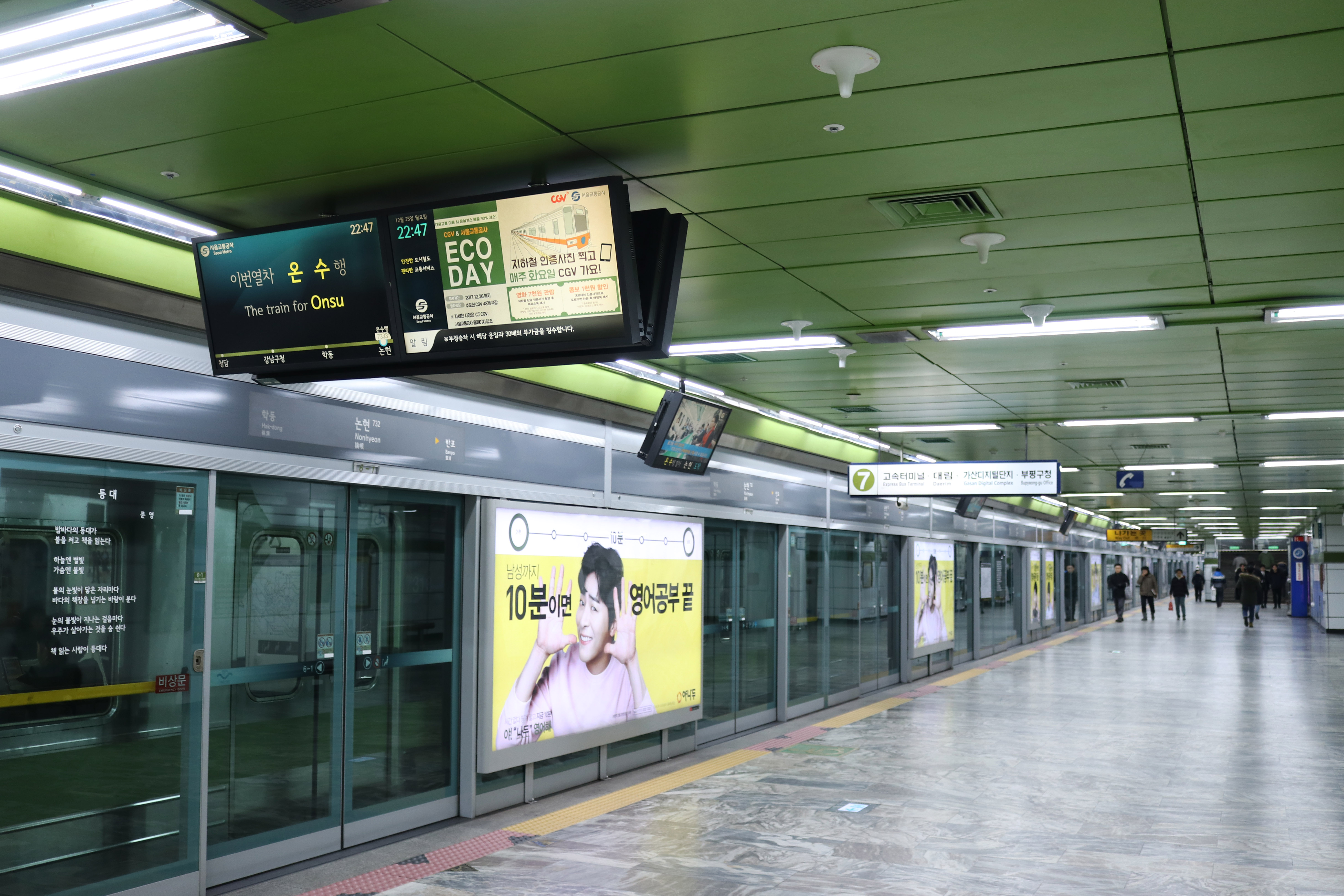
7號線月台
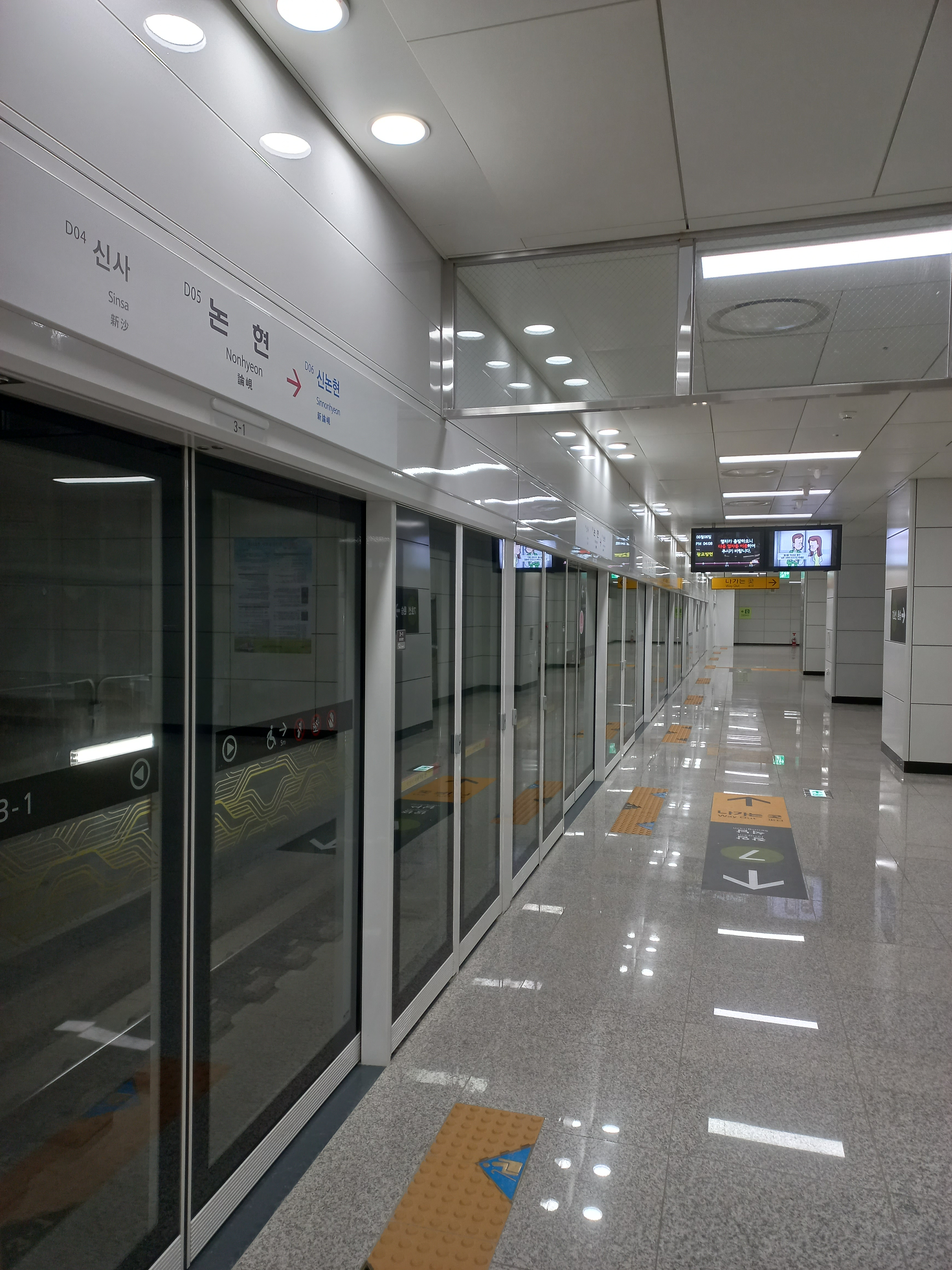
新盆唐線月台
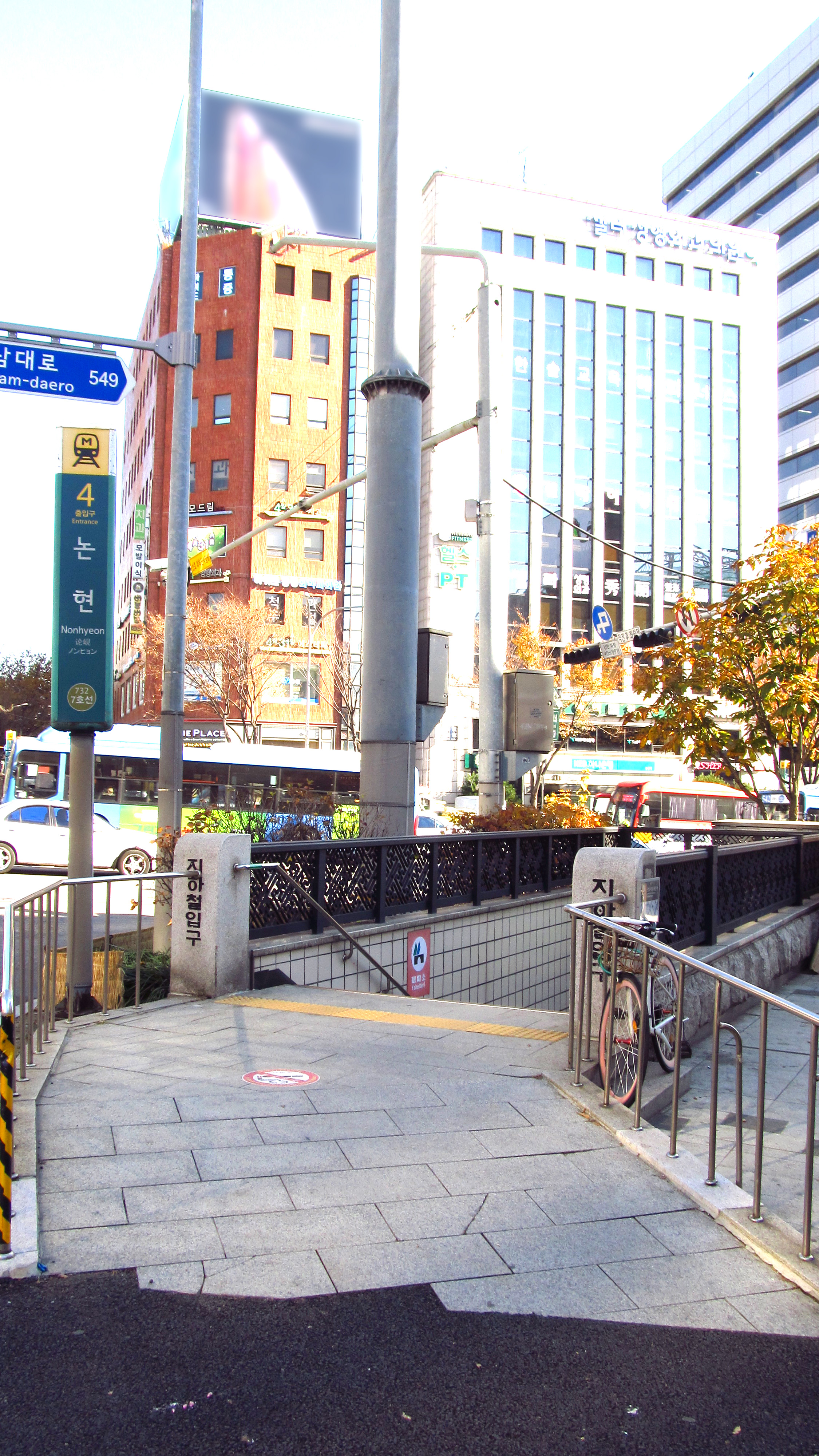
4號出口
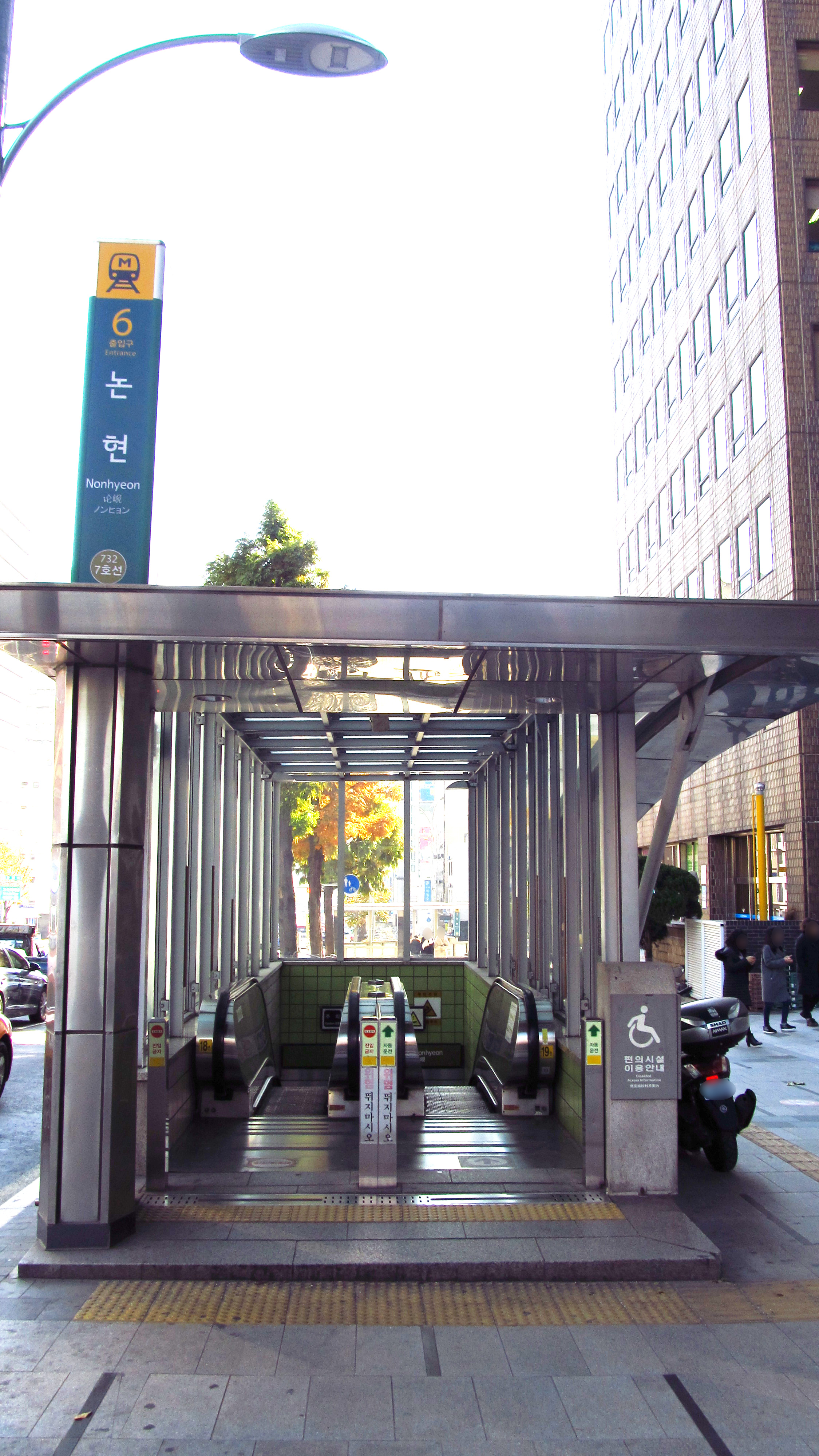
6號出口

## 相鄰車站
首爾交通公社
●首爾地鐵7號線
鶴洞（731）－論峴（732）－盤浦（733）
Neo Trans
●新盆唐線
新沙（D04）－論峴（D05）－新論峴（D06）